# Zaccaria Dolfin
Zaccaria Dolfin, ou Delfin (né le 29 mars 1527 à Venise, Italie, alors dans la république de Venise, et mort le 19 décembre 1583 à Rome) est un cardinal italien du XVIe siècle membre de la noble famille Delfin.

## Biographie
Zaccaria Delfin étudie à l'université de Padoue. Il est protonotaire apostolique. En 1553 il est nommé évêque d'Hvar (it) et en 1554-1555 il est nonce apostolique en Allemagne. Delfin est nommé légat a latere à la diète d'Augsbourg  en 1555. Il est nonce auprès de Ferdinand II de Sicile et nonce en Autriche de 1561 à 1565 et participe au concile de Trente en  1562-1563.
Il est créé cardinal par le pape Pie IV lors du consistoire du 12 mars 1565. En 1582-1583 il est camerlingue du Sacré Collège.
Le cardinal Delfin participe aux conclaves de 1565-1566 (élection de Pie V) et de 1572 (élection de  Grégoire XII).